# Liste der denkmalgeschützten Objekte in Moosburg (Kärnten)
Die Liste der denkmalgeschützten Objekte in Moosburg enthält die 17 denkmalgeschützten, unbeweglichen Objekte der Gemeinde Moosburg in Kärnten.

## Denkmäler
| Foto |                 | Denkmal                                                                                         | Standort                                             | Beschreibung | Metadaten |
| ---- | --------------- | ----------------------------------------------------------------------------------------------- | ---------------------------------------------------- | --- | --- |
| ja   | Datei hochladen | Kath. Filialkirche hll. Andreas und Nikolaus in Knasweg HERIS-ID: 16689 Objekt-ID: 12956        | Knasweg Standort KG: Gradenegg                       | Kleiner, von einer Friedhofsmauer umgebener gotischer, im Kern romanischer Bau des 14. Jahrhunderts. Im Frühbarock und nach Brand 1911 verändert. Nördlicher kreuzgratgewölbter Sakristeianbau, östlicher Dachreiter mit Spitzdach schindelgedeckt; Langhaus mit Steinplattln. Vordach auf quadratischen Pfeilern. Rundbogiger Eingang, seitlich Opfertisch. An der Süd-Wand Wandgemälde heiliger Christophorus des 16. Jahrhunderts. Langhaus flachgedeckt. Hölzerne Westempore. Rundbogiger Triumphbogen. Langgestreckter Chor einjochig, 3/8-Schluss, kreuzgratgewölbt. Kleine rundbogige Fenster des 14. Jahrhunderts. | BDA-Hist.: Q19685892 Status: § 2a Stand der BDA-Liste: 2025-06-30 Name: Kath. Filialkirche hll. Andreas und Nikolaus in Knasweg GstNr.: .33 St. Andreas und Nikolaus (Knasweg)                        |
| ja   | Datei hochladen | Evangelisches Gemeindehaus HERIS-ID: 16680 Objekt-ID: 12946                                     | Brauhausgasse 1 Standort KG: Moosburg                | Das evangelische Gemeindehaus und Predigtstelle ist ein schlichter Hallenbau in Holzstruktur auf Pfahlstützen. Das 1936 nach Entwürfen von Hermann Schütz vom Zimmermeister Stefan Hofer errichtete Gebäude ist mit einem Satteldach bedeckt. An der Hauptfassade befindet sich ein Glockenträger und Gegengiebel. Der Bau wurde 2009 saniert. Das Gemeindehaus ist der evangelischen Pfarre Pörtschach zugeordnet. | BDA-Hist.: Q37824840 Status: § 2a Stand der BDA-Liste: 2025-06-30 Name: Evangelisches Gemeindehaus GstNr.: 37/2 Evangelisches Gemeindehaus Moosburg                                                   |
| ja   | Datei hochladen | Pfarrhof HERIS-ID: 16679 Objekt-ID: 12945                                                       | Gaisrückenstraße 2 Standort KG: Moosburg             | Beim Pfarrhof handelt es sich um einen schlichten, zweigeschoßigen Bau aus dem 16. Jahrhundert, der zwei Seitenrisalite aufweist. Das sich westlich vom Pfarrhof befindlichen Nebengebäude sind eine Keusche mit Holzständerkonstruktion (Bundwerk) und Laubengängen im Obergeschoß, sowie ein gemauertes Gebäude mit drei Pfeilerarkaden an einer der Traufseiten und Ziegelgittern an den Giebelfronten. | BDA-Hist.: Q37824786 Status: § 2a Stand der BDA-Liste: 2025-06-30 Name: Pfarrhof GstNr.: 69/2 Pfarrhof Moosburg, Kärnten                                                                              |
| ja   | Datei hochladen | Schloss Moosburg HERIS-ID: 16685 Objekt-ID: 12952                                               | Schloss 1 Standort KG: Moosburg                      | Das spätgotische Schloss besteht aus zwei viergeschoßigen Bauten (der westliche aus dem 16., der östliche aus dem 17. Jahrhundert) mit hohem Sattelwalmdach. Ein Laubengang verbindet das Schloss mit einem südlichen zweigeschoßigen Wirtschaftsgebäude. Nördlich befinden sich eine Futtermauer und Turmreste. In der Schlosskapelle mit Holzkassettendecke befindet sich Gemälde und ein Altar aus dem 17. Jahrhundert. Im ältesten Teil des Schlosses befinden sich eine bemerkenswerte spätgotische Halle und Stuckdecken von 1590. | BDA-Hist.: Q2242479 Status: Bescheid Stand der BDA-Liste: 2025-06-30 Name: Schloss Moosburg GstNr.: 99 Schloss Moosburg                                                                               |
| ja   | Datei hochladen | Burganlage Moosburg/Hetzelburg HERIS-ID: 16687 Objekt-ID: 12954                                 | Thurnerweg 1, in der Nähe Standort KG: Moosburg      | Hetzelburg. Altes Siedlungsgebiet, wie Funde aus der Bronzezeit beweisen. Urkundlich 879 erstmals erwähnt. Nach 1100 bis in die zweite Hälfte des 15. Jahrhunderts im Besitz der Pfalzgrafen von Görz, danach habsburgisch und von 1501 bis 1630 Familie von Ernau, ab 1633 Freiherrn von Kronegg und ab 1708 Goëss. Ab dem frühen 16. Jahrhundert nach Erbauung des neuen Schlosses verfallen. Ausgedehnte Anlage auf drei Hügeln (im Norden Raut-, im Südwesten Thurner- und im Südosten Arnulfhügel), über einem Moorboden zirka ein Kilometer westlich des Ortes zwischen dem Nordwest-Ufer des Mitterteiches und der Landesstraße. Weit ausgedehnte, zum Teil stark verfallene Anlage; drei in sich geschlossene, verschieden alte Baukomplexe: Älteste Wehranlage (karolingisches „heribergium“) nachweislich am Rauthügel, die Hauptburg aus dem 12.–14. Jahrhundert auf dem Thurnerhügel und von Bering umgebener „Arnulfturm“ (Burggrafensitz) aus dem 13. Jahrhundert auf dem Arnulfhügel; Turm über quadratischem Grundriss von 12 Metern Seitenlänge und zwei Metern Mauerstärke errichtet, blieb an der West-Seite bis 17 Meter hoch erhalten. Hauptburg bestand aus einem zweiräumigen Festen Haus und von Bering umschlossenem südseitigen Hof; unterster Bereich von Haus und Bering aus lagerhaften Bruchsteinen des 12. Jahrhunderts. Zwei Meter hohes aufgehendes Mauerwerk des Wohnbaues aus dem 13. Jahrhundert. Vermutlich erst im Spätmittelalter zu großer Wehranlage zusammengefasst. | BDA-Hist.: Q697817 Status: Bescheid Stand der BDA-Liste: 2025-06-30 Name: Burganlage Moosburg/Hetzelburg GstNr.: 190/2, 192, 201, 207 Burgruine Arnulfsfeste                                          |
| ja   | Datei hochladen | Schloss Ratzenegg HERIS-ID: 16686 Objekt-ID: 12953                                              | Zeno Goeß Weg 23 Standort KG: Moosburg               | Das Schloss liegt auf einem steilen Hügel. Urkundlich wurde es 1333 von Friedrich von Hallegg erbaut; unter Adam von Hallegg um 1600 großzügig ausgebaut. Heute Privatbesitz. Seit 1973 Instandsetzung. 1996/97 Adaptierungsarbeiten für Wohnzwecke im Inneren. Restaurierung der Hof- und Außenfassaden. Großer Bau über unregelmäßigem Grundriss mit äußeren Burgtoren (teilweise verfallen). An der West-Seite ein Rundturm; nördlich zwei Eck-Erker auf Kragsteinen; an der West- und Ost-Front Renaissance-Zwillingsfenster. Prächtiges Rustika-Hauptportal an der Nord-Fassade mit den von Löwen gehaltenen Doppelwappen Hallegg-Thannhausen und Kronegg-Zinsendorff (1688). Im Süd-Trakt (Kasten) ebenerdig die ehemaligen Stallungen mit Gewölben auf Säulen. Kleiner Hof mit vermauerten Arkaden und Spuren von Sgraffitodekor. 1996 Freilegung und Konservierung von Friesen der Renaissancezeit. | BDA-Hist.: Q37825135 Status: Bescheid Stand der BDA-Liste: 2025-06-30 Name: Schloss Ratzenegg GstNr.: 800 Schloss Ratzenegg                                                                           |
| ja   | Datei hochladen | Kath. Pfarrkirche hll. Michael und Georg HERIS-ID: 16676 Objekt-ID: 12942                       | Standort KG: Moosburg                                | Die Kirche ist ein großer rechteckiger Bau. Ursprünglich befand sich der Chor an der Ostseite; das (ehemalige) Chorturmjoch geht auf einen romanischen Bau zurück, der nach Zerstörung durch die Türken im 15. Jahrhundert um gotische Seitenchöre ergänzt wurde. Um 1770 erfolgte ein barocker Umbau, von dem die halbrunde Westapsis, die Ostfassade und die Malereien im Langhaus herrühren. Zur Einrichtung gehören der Hochaltar mit Michaelgemälde, vier Seitenaltare und die barocke reliefgeschmückte Kanzel. Mehrere römerzeitliche Denkmale befinden sich an und in der Kirche. | BDA-Hist.: Q1243344 Status: § 2a Stand der BDA-Liste: 2025-06-30 Name: Kath. Pfarrkirche hll. Michael und Georg GstNr.: 1 Pfarrkirche hl. Michael und hl. Georg, Moosburg                             |
| ja   | Datei hochladen | Figurenbildstock hl. Johannes Nepomuk HERIS-ID: 16677 Objekt-ID: 12943                          | Standort KG: Moosburg                                | Bei diesem Nischenbildstock handelt es sich um einen Bau mit massiven Mauerwerk und Grobputz. Die Nische öffnet sich gegen Osten hin in einen mit Schmiedearbeiten versehenen Rundbogen. Die beiden Seitenfenster sind verglast. Das Denkmal weist ein ausgeprägtes Gesims auf, die Spitze des Eternitdaches ist, genauso wie das bekrönende Kreuz, vergoldet. Die barocke Schnitzfigur des Heiligen Nepomuk stammt aus dem 18. Jahrhundert. | BDA-Hist.: Q37824596 Status: § 2a Stand der BDA-Liste: 2025-06-30 Name: Figurenbildstock hl. Johannes Nepomuk GstNr.: 836/1                                                                           |
| ja   | Datei hochladen | Kapelle Maria Hilf (Luschenkapelle) HERIS-ID: 16681 Objekt-ID: 12947                            | Standort KG: Moosburg                                | Östlich des Orts auf einem Hügel gelegen. Kleiner Biedermeier-Bau von 1838. 1998/99 Gesamtrestaurierung. Flachgedecktes Langhaus mit Rundapsis; Dachreiter. Kreuzigungsgruppe in drei Nischen der West-Fassade; kleiner Altar des 17. Jahrhunderts (hölzerne Orgelempore, Betbänke, Votivbilder). | BDA-Hist.: Q37824875 Status: § 2a Stand der BDA-Liste: 2025-06-30 Name: Kapelle Maria Hilf (Luschenkapelle) GstNr.: 741/6 Luschenkapelle (Moosburg, Carinthia)                                        |
| ja   | Datei hochladen | Kath. Filialkirche hl. Valentin HERIS-ID: 16690 Objekt-ID: 12957                                | Dellach Standort KG: Seigbichl                       | Urkundlich frühes 17. Jahrhundert, in isolierter Lage auf bewaldetem Hügel. Urkundlich 1352 als heilige Leonhardskirche, Patrozinium heiliger Valentin erst nach 1616. Barock-Bau, Kirchenschiff im Giebelfeld der West-Fassade 1721 datiert, West-Portal mit profilierten gotischen Gewändesteinen (vom Vorgängerbau?) offensichtlich sekundär verwendet. Westliches Vordach auf gemauerten Pfeilern. 1996/97 Außenrestaurierung mit Wiederherstellung der 1721 datierten barocken Architekturpolychromie. Innenrestaurierung 1992. Langhausinneres durch Pilaster in vier Joche gegliedert, Flachtonnengewölbe mit Stichkappen. Hölzerne Westempore. Stichkappengewölbe im Chor. Rundbogenfenster. Sakristei im Turmerdgeschoß, Eisenplattentür. | BDA-Hist.: Q37825374 Status: § 2a Stand der BDA-Liste: 2025-06-30 Name: Kath. Filialkirche hl. Valentin GstNr.: .1                                                                                    |
| ja   | Datei hochladen | Frühmittelalterliches Gräberfeld und Kirche HERIS-ID: 16678 Objekt-ID: 12944seit 2012           | Karolinger Weg 2 Standort KG: St. Peter bei Moosburg | Die Kirche war während der Karolingerzeit reich mit Marmor-Flechtwerksteinen geschmückt und befand sich in einem ausgedehnten Gräberfeld des späten 10. Jahrhunderts mit über 400 Bestattungen. In der Folgezeit wurde sie romanisch-gotisch überbaut. Das Bauwerk wurde erstmals 1217 urkundlich erwähnt. Aufgrund eines Brandes im Jahr 1879 sind nur noch Mauerreste sichtbar. Am Triumphbogen zur Apsis befinden sich vier Marmorplatten als Trittstufen in der Größe von rund 40 × 50 cm. In der nördlichsten ist als Besonderheit ein Mühle-Spiel eingeritzt. | BDA-Hist.: Q37824669 Status: Bescheid Stand der BDA-Liste: 2025-06-30 Name: Frühmittelalterliches Gräberfeld und Kirche GstNr.: 21 Frühmittelalterliches Gräberfeld und Kirche, Moosburg (Carinthia)  |
| ja   | Datei hochladen | Schloss Tigring HERIS-ID: 16696 Objekt-ID: 12963                                                | Schlossstraße 10 Standort KG: Tigring                | Das dreigeschoßige Herrenhaus wurde in den 1660er Jahren errichtet. In mehreren Räumen befinden sich bemerkenswerte barocke Stuckdecken. | BDA-Hist.: Q2243724 Status: Bescheid Stand der BDA-Liste: 2025-06-30 Name: Schloss Tigring GstNr.: 42/2, 63 Schloss Tigring                                                                           |
| ja   | Datei hochladen | Kath. Pfarrkirche hl. Egyd HERIS-ID: 16691 Objekt-ID: 12958                                     | Standort KG: Tigring                                 | Die von Friedhof und Mauer umgebene Kirche ist ein gotischer Bau des 14. Jahrhunderts, der barock verändert wurde. Die Kirche hat ein profiliertes spitzbogiges Westportal, einen südseitigen Sakristeiturm mit Spitzhelm und einen Chor mit 5/8-Schluss und gedrungenen Strebepfeilern. Turm und Chor haben ein Wehrobergeschoß. Wandmalereien im Langhaus stammen aus dem 14. Jahrhundert. Der Hochaltar von 1680 ist ebenso wie der linke Seitenaltar reich mit Knorpelwerk versehen. | BDA-Hist.: Q2083256 Status: § 2a Stand der BDA-Liste: 2025-06-30 Name: Kath. Pfarrkirche hl. Egyd GstNr.: .31/1 Pfarrkirche Tigring                                                                   |
| ja   | Datei hochladen | Kath. Filialkirche und Wallfahrtskirche Maria Sieben Schmerzen HERIS-ID: 16692 Objekt-ID: 12959 | Freudenberg 2 Standort KG: Tigring                   | Die kleine Wallfahrtskirche mit vorgestelltem Westturm und langem eingezogenen Chor wurde 1842 bis 1844 errichtet. Hoch- und Seitenaltar stammen aus der Mitte des 18. Jahrhunderts. | BDA-Hist.: Q37825390 Status: § 2a Stand der BDA-Liste: 2025-06-30 Name: Kath. Filialkirche und Wallfahrtskirche Maria Sieben Schmerzen GstNr.: .92 Seven Sorrows of Mary Church (Moosburg, Carinthia) |
| ja   | Datei hochladen | Kath. Filialkirche hl. Rupert HERIS-ID: 16693 Objekt-ID: 12960                                  | Nußberg Standort KG: Tigring                         | Die kleine steinplattlgedeckte Kirche hat ein flach gedecktes romanisches Langhaus, gotische Türbeschläge und einen achtseitigen Dachreiter mit Zwiebelhelm. Altar und Kanzel stammen etwa von 1700. | BDA-Hist.: Q27891473 Status: § 2a Stand der BDA-Liste: 2025-06-30 Name: Kath. Filialkirche hl. Rupert GstNr.: .96 Filialkirche Nußberg (Moosburg)                                                     |
| ja   | Datei hochladen | Kath. Filialkirche hl. Agnes, hll. Simon und Judas Thaddäus HERIS-ID: 16694 Objekt-ID: 12961    | Faning Standort KG: Tigring                          | Die kleine steinplattlgedeckte Kirche mit Dachreiter, niedrigem Chor und offener Vorlaube hat einen vermutlichen romanischen Kern. An der Südseite befindet sich das Fragment eines Christophorusfreskos. Die drei Altäre stammen von Anfang des 18. Jahrhunderts. | BDA-Hist.: Q37825533 Status: § 2a Stand der BDA-Liste: 2025-06-30 Name: Kath. Filialkirche hl. Agnes, hll. Simon und Judas Thaddäus GstNr.: .179 Filialkirche St. Agnes, Faning, Moosburg             |
| ja   | Datei hochladen | Karner HERIS-ID: 16695 Objekt-ID: 12962                                                         | Standort KG: Tigring                                 | Der Karner im Friedhof der Pfarrkirche Sankt Egyd ist ein zweigeschoßiger Rundbau der Romanik aus der Mitte des 12. Jahrhunderts mit einem darunter liegenden Beinhaus. Er weist eine kleine Halbkreisapsis auf und ist von einem Steinplattlkegeldach und im Inneren von einer Flachdecke bedeckt. Das äußere Erscheinungsbild ist weitgehend original erhalten. | BDA-Hist.: Q37825640 Status: § 2a Stand der BDA-Liste: 2025-06-30 Name: Karner GstNr.: .31/1 Karner, Tigring, Moosburg                                                                                |